# Baddesley Ensor
Baddesley Ensor är en civil parish i Storbritannien.   Den ligger i grevskapet Warwickshire och riksdelen England, i den södra delen av landet, 160 km nordväst om huvudstaden London. Antalet invånare är 1 921. Arean är 4,7 kvadratkilometer.
Terrängen i Baddesley Ensor är platt.